# HD 101930
HD 101930は、ケンタウルス座の方角に約97光年の距離にある8等級の恒星である。橙色のK型主系列星で、太陽より若干暗く冷たい。

## 星系
HD 101930は、二重星として知られ、明るいK型星がHD 101930 A、そこから北に73秒程離れた位置にある11等星TYC 8638 366 1がHD 101930 Bとして、ワシントン重星カタログにも収録されている。HD 101930 Bは、アメリカ海軍天文台のCCD星図カタログなどに基づいて固有運動を調べると、HD 101930 Aと共通していることがわかり、両者は物理的に結びついた連星であると考えられる。

## 惑星系
2005年に、主星の周囲を公転する太陽系外惑星の存在が公表された。この惑星HD 101930 bは、高精度視線速度系外惑星探査装置（HARPS）による視線速度法の観測によって発見された。
| 名称 （恒星に近い順） | 質量      | 軌道長半径 （天文単位） | 公転周期 (日) | 軌道離心率  | 軌道傾斜角 | 半径 |
| --------------------- | --------- | ----------------------- | ------------- | ----------- | ---------- | ---- |
| b                     | > 0.30 MJ | 0.302                   | 70.46 ± 0.18  | 0.11 ± 0.02 | —          | —    |